# 40e cérémonie des Razzie Awards
La 40e cérémonie des Golden Raspberry Awards, organisée par la Golden Raspberry Award Foundation, a lieu le 16 mars 2020 et récompense les pires films sortis en 2019.
Contrairement au précédentes années, il n'y a pas eu de véritable cérémonie, celle-ci ayant été annulée à cause de la crise sanitaire causée par la pandémie de maladie à coronavirus de 2019-2020. Les gagnants ont été à la place annoncés sur la chaîne YouTube des Golden Raspberry Awards.

## Nominations
Les nommés sont connus le 8 février 2020

## Palmarès

### Pire film
Cats
- The Fanatic
- The Haunting of Sharon Tate
- A Madea Family Funeral
- Rambo: Last Blood

### Pire actrice
Hilary Duff pour son rôle de Sharon Tate dans The Haunting of Sharon Tate
- Anne Hathaway pour son rôle de Josephine Chesterfield dans Le Coup du siècle (The Hustle) et Karen Zariakas dans Serenity
- Francesca Hayward pour son rôle de Victoria dans Cats
- Tyler Perry pour son rôle de Madea dans A Madea Family Funeral
- Rebel Wilson pour son rôle de Penny Rust dans Le Coup du siècle

### Pire acteur
John Travolta pour son rôle de Moose dans The Fanatic et Sam Munroe dans La Victoire dans le sang (Trading Paint)
- James Franco pour son rôle de Vikar dans Zeroville
- David Harbour pour son rôle de Hellboy dans Hellboy
- Matthew McConaughey pour son rôle de Baker Dill dans Serenity
- Sylvester Stallone pour son rôle de John Rambo dans Rambo: Last Blood

### Pire second rôle masculin
James Corden pour son rôle de Bustopher Jones dans Cats
- Tyler Perry pour son rôle de Joe dans A Madea Family Funeral
- Tyler Perry pour son rôle de l’oncle Heathrow dans A Madea Family Funeral
- Seth Rogen pour son rôle de Viking Man dans Zeroville
- Bruce Willis pour son rôle de David Dunn dans Glass

### Pire second rôle féminin
Rebel Wilson pour son rôle de Jennyanydots dans Cats
- Jessica Chastain pour son rôle de Vuk dans X-Men: Dark Phoenix (Dark Phoenix)
- Cassi Davis pour son rôle de Tante Bam dans A Madea Family Funeral
- Judi Dench pour son rôle de Lady Deuteronome dans Cats
- Fenessa Pineda (en) pour son rôle de Gizelle dans Rambo: Last Blood

### Pire combinaison à l’écran
n'importe quelle boule de poils mi-féline / mi-humaine dans Cats
- Jason Derulo et ses « reliefs musculaires » neutralisés en CGI dans Cats
- Tyler Perry et Tyler Perry (ou Tyler Perry) dans A Madea Family Funeral
- Sylvester Stallone et sa rage impuissante dans Rambo: Last Blood
- John Travolta et tout scénario qu’il accepte

### Pire préquelle, remake, plagiat ou suite
Rambo: Last Blood
- X-Men: Dark Phoenix
- Godzilla 2 : Roi des monstres (Godzilla: King of the Monsters)
- Hellboy
- A Madea Family Funeral

### Pire réalisateur
Tom Hooper pour Cats
- Fred Durst pour The Fanatic
- James Franco pour Zeroville
- Adrian Grunberg pour Rambo: Last Blood
- Neil Marshall pour Hellboy

### Pire scénario
Lee Hall et Tom Hooper pour Cats
- Daniel Farrands pour The Haunting of Sharon Tate
- Andrew Cosby pour Hellboy
- Tyler Perry pour A Madea Family Funeral
- Matthew Cirulnick et Sylvester Stallone pour Rambo: Last Blood

### Razzie du mépris inconscient pour la vie humaine et les biens publics
(« Worst Reckless Disregard for Human Life and Public Property »)
Rambo: Last Blood
- Traîné sur le bitume (Dragged Across Concrete)
- The Haunting of Sharon Tate
- Hellboy
- Joker

### Razzie pour l’acteur/actrice qui réussit à se racheter une crédibilité
Redeemer Award (Récompense du Rédempteur)
Eddie Murphy dans Dolemite Is My Name
- Keanu Reeves dans John Wick Parabellum (John Wick: Chapter 3 – Parabellum) et Toy Story 4
- Adam Sandler dans Uncut Gems
- Jennifer Lopez dans Queens (Hustlers)
- Will Smith dans Aladdin

## Distinctions multiples

### Récompenses multiples
- 6 : Cats
- 2 : Rambo: Last Blood

### Nominations multiples
- 9 : Cats
- 8 : A Madea Family Funeral et Rambo: Last Blood
- 7 : Tyler Perry
- 5 : Hellboy
- 4 : The Haunting of Sharon Tate
- 3 : The Fanatic, Zeroville et Sylvester Stallone
- 2 : X-Men: Dark Phoenix, Serenity, Le Coup du siècle, John Travolta, James Franco et Rebel Wilson